# グランキングダム
『グランキングダム』（GRAND KINGDOM）は、スパイク・チュンソフトより2015年11月19日に発売されたゲームソフト。PlayStation 4・PlayStation Vitaのマルチプラットフォーム。

## 概要
スパイク・チュンソフトの新規IPによるRPG。
ディレクションを務める出口智彦を中心に、過去にヴァニラウェアにて『グランナイツヒストリー』を手がけたスタッフが独立して設立した新会社・モノクロが開発を担当しており、基本ゲームシステムもオフラインプレイにオンラインゲーム要素を織り交ぜた『グランナイツ』のスタイルを受け継いだものとなっている。

## ストーリー
オルデイン帝国が崩壊してから100年以上たったリゾネール大陸では、4つの国が覇権を賭けて互いに争っていた。
戦場では、騎士ではなく傭兵達が主戦力となり、金のために命を懸けていた。
傭兵団長を務めることになったある傭兵は、各国からの依頼を引き受ける中で、戦争の裏で暗躍する存在に近づいた。

## ゲームシステム
プレイヤーである新人の傭兵団長が傭兵達を率いて各国からのクエストをクリアするという仕組みをとっている。パーティーメンバーとなる傭兵達や装置を置くことにより陣形が形成され、技を組み合わせることによりコンボが成立する。
また、オンラインモードもあり、このモードでは、PS4とPS Vita双方のプレイヤーが同じサーバー上で戦うことができる。

## 登場人物

### 傭兵ギルド
フラット・ポーカー
声 - 吉野裕行
プレイヤーの腕を見込んで補佐役を務める傭兵。損得勘定に重きを置くが、損が出ない限りは人助けも行うなど、人情家としての一面も持つ。
リリアス・スフォルツァ
声 - 茅野愛衣
プレイヤーの補佐役を務める傭兵。真面目な人物で、サポートがメイン。リスクを避ける傾向になる。また、まだ少女であり、善悪のはざまで苦しむこともある。
ゴドフリー・スフォルツァ
声 - 西前忠久
傭兵ギルドのリーダー。温厚だが、仕事に対しては容赦ない決断を下すこともある。
ヴァイス
声 - 高坂篤志
白狼傭兵団の団長を務める傭兵。強さこそすべてだという考えの持ち主で、戦いにこだわるあまり周りが見えなくなることもある。

### 各勢力の人物

#### ランドアース王国
グラディウス・リングランド
声 - 柚木涼香
ランドアース王国女王。厳しくも優しい人物。また、自ら戦場へ駆けつけ叱咤激励する姿から、戦姫の異名を持つ。
レグルス・リングランド
声 - 代永翼

アルドバーグ
声 - 北田理道

#### バルクール連合国
グラム・ベルンガルド
声 - 津田健次郎
バルクール連合国国王。歴代最高と誉れ高い。
シルバ
声 - 岩崎征実

キアラ
声 - 悠木碧

#### フィール女王国
プレシア・テラー
声 - 荒川美穂
フィール女王国女王である少女。幼いながらも、国民たちをわが子同然に思っており、的確な指示で民を導く。
ランカード・ムート
声 - 内田雄馬

レーチェ・ムート
声 - 内田真礼

#### マギオン王国
ユリウス・ワイズマン
声 - 浅沼晋太郎
マギオン王国国王。
ミディア・ワイズマン
声 - 土師亜文

ブロニモス
声 - 水内清光

#### オルドの民
テテルバ
声 - 竹内順子
オルドの民の指導者。
コロナ
声 - 松井恵理子

## 世界観

### 国家・組織
傭兵ギルド
剣聖ゴドフリーがリーダーを務めるギルドで、四大国のいずれの勢力にも属さない中立組織。
ランドアース王国
大陸の西方にある国で、四大国の中では最も規模が大きい。
バルクール連合国
大陸の南東にある国で、温暖な気候が特徴。戦いの中に生きることを誇りとする価値観を持つ。
フィール女王国
大陸の南西の森の奥地にある小国。難民たちが流れ着くとされている。
マギオン王国
大陸の北に位置する国。資源が乏しい分、魔法で発展してきた。
オルドの民